# Repulsion
Repulsion este o formație americană de grindcore din Flint, Michigan, înființată în 1984.

## Istorie
Matt Olivo și Scott Carlson⁠(d), împreună cu basistul Sean MacDonald, au fondat Tempter în 1984, o formație de heavy metal care cânta melodii ale unor  artiști reprezentativi ai scenei thrash metal din Bay Area⁠(d) precum Slayer și Metallica. Stilul muzical al formației a devenit treptat puternic influențat de genul hardcore punk odată cu sosirea lui Phil Hines, membru al grupului Flint Dissonance, care a devenit noul baterist Repulsion. Formația și-a schimbat numele de mai multe ori, având la început denumirea de Ultraviolence, iar mai târziu Genocide.
În vara anului 1985, Chuck Schuldiner, membru fondator al Death, i-a invitat pe Carlson și Olivo în Florida să se alăture formației. Colaborarea a fost una de scurtă durată din cauza punctelor de vedere diferite, iar cei doi au revenit în Flint. După reînfințarea Genocide, punkerul Dave „Grave” Hollingshead a devenit noul baterist al grupul, Carlson și Olivio fiind impresionați de faptul că acesta a fost arestat pentru profanare de morminte⁠(d).
În 1985, Genocide a înregistrat albumul demo Violent Death. La sfârșitul anului, Aaron Freeman a fost invitat în formație pe poziția de chitarist secund. După mai multe schimbări în componența grupului, aceștia și-au înregistrat cel de-al treilea album demo The Stench of Burning Flesh. În 1986, stilul muzical al Repulsion a ajuns la maturitate: caracterizat de stilul vocal death growl, chitare distorsionate, riffuri punk, linii de bas puternice și blast beat-uri⁠(d). Pe lângă sunetul extrem al formației, versurile melodiilor abordau diferite teme apocaliptice - de la epidemii de zombi la războaie nucleare.
Începând din 1989, discografia Repulsion a început să devină cunoscută odată cu distribuirea compilației Horrified de către pionierii grindcore din Marea Britanie, Carcass, prin intermediul casei de discuri Necrosis Records, o subsidiară a Earache Records. Deși formația era destrămată la momentul respectiv, membrii săi au decis să o reînființeze în 1990. Au început să susțină concerte live în următoarea componență: Scott Carlson, bas și voce; Aaron Freeman la chitară; Dave Grave la baterie și Matt Olivo, care își îndeplinea serviciul militar la momentul respectiv, a fost chitarist secund. Repulsion a înregistrat alte două albume demo în 1991 - Rebirth și Final Demo; acestea au primit critici negative, deoarece nu abordau stilul extrem al albumelor precedente. Formația s-a desființat din nou în 1993. Scott Carlson a continuat să cânte în Cathedral⁠(d) pentru scurt timp. Relapse Records⁠(d) a relansat Horrified în 2003, determinând formația să devină pe scenă.
În 2008, Repulsion a cântat în turneul „Suicidal Final Tour” al formației At the Gates⁠(d) împreună cu Dakest Hour și Municipal Waste.
Venom, Hellhammer, Celtic Frost, Discharge, Possessed, N.Y.C. Mayhem⁠(d), Slayer, Slaughter⁠(d), Exodus și Crucifix⁠(d) au exercitat o influență majoră asupra formației. Diverse grupuri au înregistrat coveruri ale melodiilor Repulsion, inclusiv Napalm Death, Impaled⁠(d) și Entombed.

## Membrii formației
- Scott Carlson - voce (1984-1985, 1985-1988, 1990-1993, 2003-prezent), bas (1985-1988, 1990-1993, 2003-prezent)
- Matt Olivo - chitară (1984-1985, 1985-1988, 1990-1993, 2003-prezent)
- Chris Moore - baterie (2014-prezent)

### Foști membri
- James Auten - baterie (1984)
- Sean MacDonald - bas (1985)
- Phill Hines - baterie (1984)
- Aaron Freeman - chitară (1986-1988, 1990-1993, 2003-2005)
- Dave „Grave” Hollingshead - baterie (1986-1988, 1990-1993, 2003-2005)
- Col Jones - baterie (2005-2014)
- Tom „Fish” Perro - baterie (1986)
- Matt Harvey - chitară (2005-2008)
- Mike Beams - chitară (2008-2011)
- Marissa Martinez - chitară (2011-2013)

## Discografie

### Albume
- Horrified (Necrosis Records, 1989; Relapse Records, 1992, 2003; Southern Lord Records, 2006)

### Albume demo
- Rehearsal Tape (1984)
- Stench of Burning Death (1984)
- Violent Death (1985)
- WFBE (1986)
- Slaughter of the Innocent (1986)
- Rebirth (1991)
- Final Demo (1991)

### Albume split
- Relapse Singles Series Vol. 3 (Relapse Records, 2004)